# Wikibhasha
WikiBhasha es una herramienta informática basada en navegador web para creación de contenido multilingüe en la enciplopedia digital Wikipedia. Facilita, a los colaboradores de Wikipedia, la exploración de artículos de la Wikipedia en inglés y su traducción a un conjunto de 30 idiomas, a la vez que permite redactar nuevos artículos o mejorar los existentes en las distintas versiones lingüísticas de Wikipedia.
WikiBhasha funciona como una simple e intuitiva interfaz de usuario que se ejecuta en el navegador web simultáneamente al artículo Wikipedia que se está creando o mejorando durante la sesión del usuario. Al finalizar la sesión, en el proceso de actualización, todas las adiciones y modificaciones de contenido son enviadas a la lengua meta en Wikipedia.
WikiBhasha afianza la generación de contenido en más de 30 idiomas, facilitando la creación de contenidos aprovechando el gran volumen de información en inglés como fuente de información. El proyecto se originó a través de la Fundación Wikimedia y Microsoft Research que han estado trabajando en estrecha colaboración con las comunidades de usuarios Wikipedia ocupados en la creación de contenidos en árabe, alemán, hindi, japonés, portugués y español. El nombre devienen de “wiki” para la colaboración y “Bhasha” que significa la palabra o el lenguaje en hindi y sánscrito.

## Visión
El proyecto WikiBhasha se enfoca en la necesidad vital para la investigación en traducción del acopio de datos en paralelo, utilizando el sitio de mayor participación de la comunidad, la enciclopedia Wikipedia. De tal forma que WikiBhasha aprovecha el arbitraje de información existente entre los diferentes idiomas en Wikipedia, para proporcionar un contenido inicial “bruto” muy aproximado al idioma destino, que podrá ser corregido por la comunidad para crear contenido de alta calidad. A la vez que se plantea como una metodología para crear nuevos contenidos que dada la aspiración de muchas comunidades Wikipedia para mejorar su presencia, se espera despierte el suficiente interés para su uso en la creación de nuevos contenidos.

Creación de contenidos de calidad en varios idiomas, con la colaboración de bancos de datos, aplicaciones web y la participación activa de las comunidades Wikipedia.

Como se observa en la figura, WikiBhasha se base en una capa transparente de software, el núcleo o Core WikiBhasha que actúa entre varios servicios, datos, wikis y el usuario, esta capa integra además servicios basados en la nube para investigación y descubrimiento, a la vez que admite herramientas lingüísticas y de colaboración, en tanto que es posible desarrollar módulos específicos diseñados para determinados sistemas wiki como por ejemplo Wikipedia.

## Disponibilidad
Actualmente WikiBhasha (Beta) está disponible como una extensión para MediaWiki, bajo licencia Apache 2 y en parte bajo la licencia GPL v2.
También está disponible una secuencia de comandos de usuario para Wikipedia (user-script WikiBhasha.msr).
Para usuarios de Firefox, está disponible un bookmarklet instalable (secuencias de comandos “Grease Monkey Script” Firefox) en el sitio WikiBhasha.